# Долина Валерій Федорович
Вале́рій Фе́дорович Доли́на (нар. 22 лютого 1953, с. Єлізарове — нині Святовасилівка Солонянського району Дніпропетровської області) — український журналіст. Заслужений журналіст України.
Член Національної спілки журналістів України (з 1982).

## Життєпис
Народився на Дніпропетровщині. Закінчив Дніпропетровський механічний технікум, здобув фах техніка-механіка двигунів літальних апаратів. Працював на Уралі — у Свердловській області, згодом на Південному машинобудівному заводі (м. Дніпропетровськ).
Вищу освіту здобув у Львівському державному університеті ім. Івана Франка за спеціальністю журналістика. З 1977 року живе і працює на Херсонщині. Закінчив також Вищу партійну школу в Києві.
У професійній журналістиці з 1978 року; працював у новотроїцькій районній газеті «Трудова слава» на посадах літпрацівника, завідувача відділу, а з грудня 1983-го — головний редактор.
У вересні 1987-го переведений на роботу до обкому КПУ, де обіймав посади завідувача сектору преси, телебачення та радіомовлення, з серпня 1991 року — керівник прес-центру облвиконкому.
З 1992 року — заступник генерального директора Херсонської обласної державної телерадіокомпанії; 1999-го очолив її. Нині директор філії Національної суспільної телерадіокомпанії України «Херсонська регіональна дирекція „Скіфія“».

## Громадська діяльність
Голова правління Херсонської обласної організації НСЖУ з 2004 року. Член правління НСЖУ.
Від початку 2000-х років  — керівник представництва ВБФ «Журналістська ініціатива» в Херсонській області.

## Нагороди, відзнаки
- Орден «За заслуги» III ст. (2008)[2]
- Почесне звання «Заслужений журналіст України» (2003)[3]
- Почесна грамота Кабінету Міністрів України (2013)